# باشگاه فوتبال کوی نون بین دین
باشگاه فوتبال کوی نون بین دین یا بین دین، یک باشگاه فوتبال حرفه‌ای ویتنامی است که در کوی نون، بین دین واقع شده است. آنها در حال حاضر در وی‌لیگ بازی می کنند، که برترین فوتبال باشگاهی ویتنام است، اما پس از سقوط در فصل ۲۶–۲۰۲۵ در وی‌لیگ ۲ بازی خواهد کرد. ورزشگاه خانگی آنها ورزشگاه کوی نون است که ۲۰،۰۰۰ نفر ظرفیت دارد.